# Aéroport d'Esmeraldas
Pour les articles homonymes, voir ESM.
L'Aéroport Colonel Carlos Concha Torres (espagnol : Aeropuerto Coronel Carlos Concha Torres) (code IATA : ESM • code OACI : SETN) est un aéroport desservant la ville équatorienne d'Esmeraldas. Il est situé à environ 3 kilomètres ( Unité «  » inconnue du modèle {{Conversion}}.) de la ville, dans la paroisse de Tachina. Fondé en 1940, et baptisé "Aéroport Général de Rivadeneira", il a été rénové entre 2012 et 2013 avec la construction d'un nouveau terminal et une prolongation de la piste. D'une capacité d'environ 250 000 passagers par an, cet aéroport est desservi en 2017 par la compagnie équatorienne TAME, qui propose un vol aller-retour quotidien Quito-Cali (Colombie) via Esmeraldas.

## Infrastructure
L'aéroport dispose d'une seule piste 18/36.

## Situation
| \| 100 km1:8 036 000 \|Seymour San Cristóbal Cuenca Esmeraldas Guayaquil Latacunga-Cotopaxi Manta Salinas Machala/Santa Rosa Tulcán Quito Coca Lago Agrio Loja Macas |
| 100 km1:8 036 000 |